# Aleksander Janowski

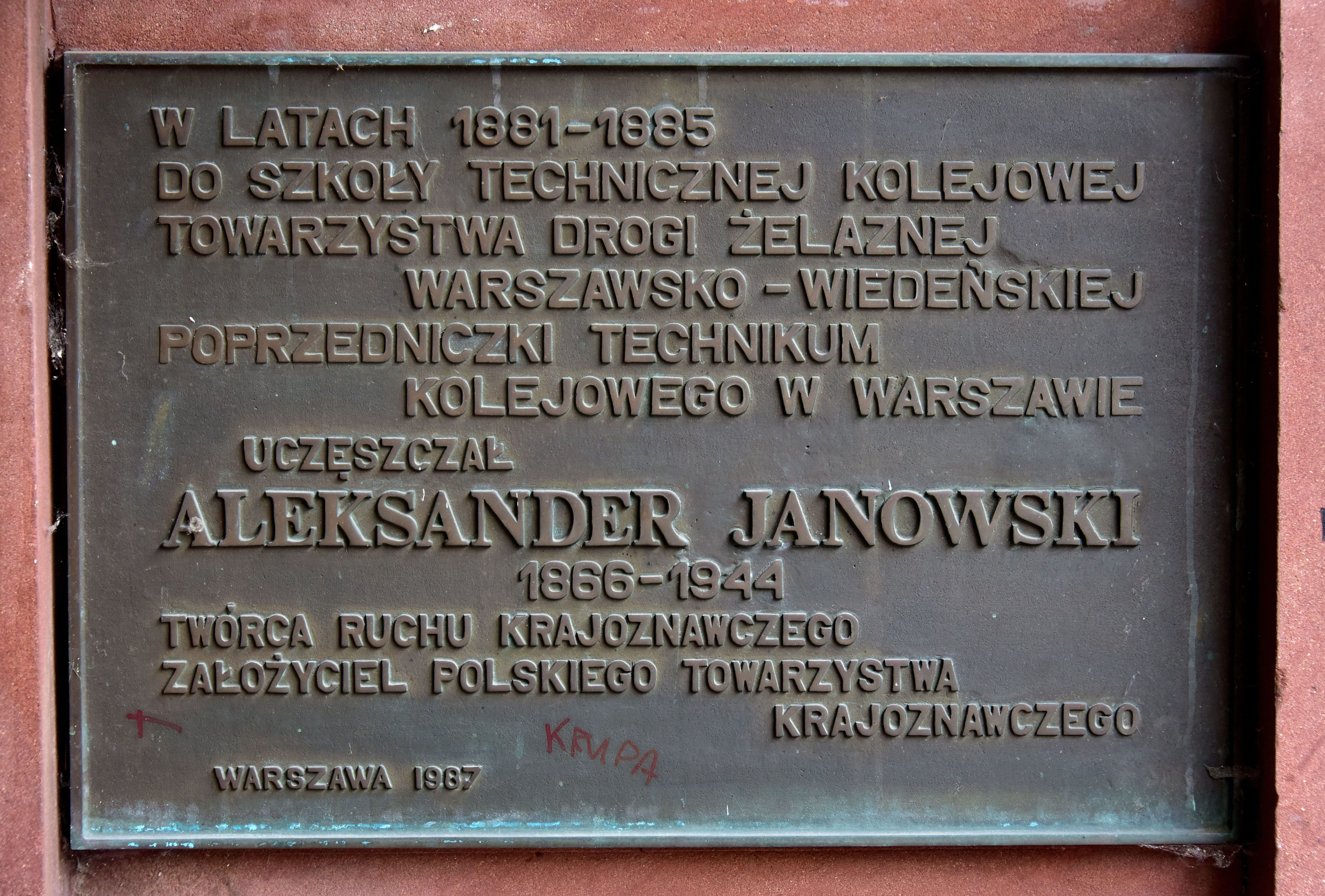
Tablica upamiętniająca Aleksandra Janowskiego przy wejściu do Zespołu Szkół im. inż. Stanisława Wysockiego (d. „Kolejówka”) przy ul. Szczęśliwickiej 56 w Warszawie

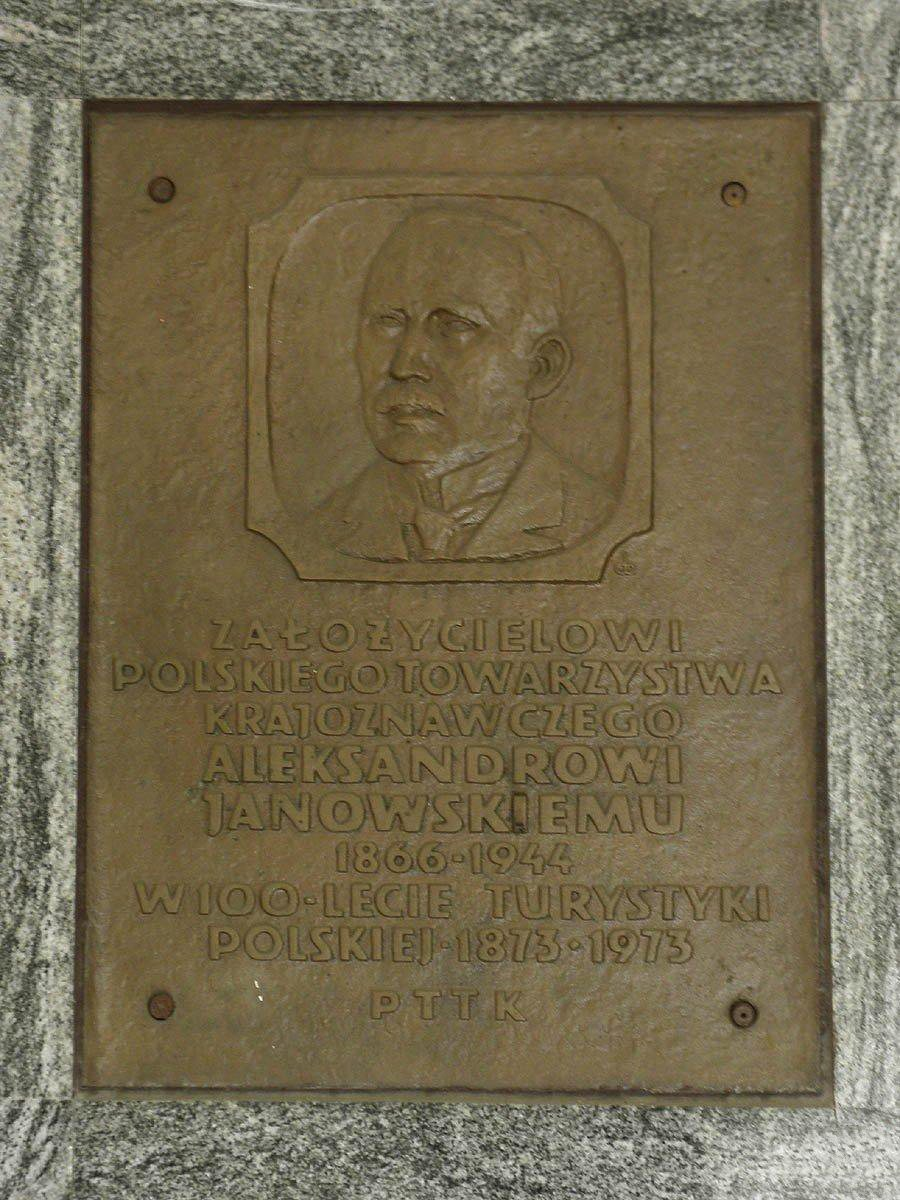
Tablica poświęcona Aleksandrowi Janowskiego, znajdująca się na ścianie dawnego schroniska PTTK w Świętej Katarzynie

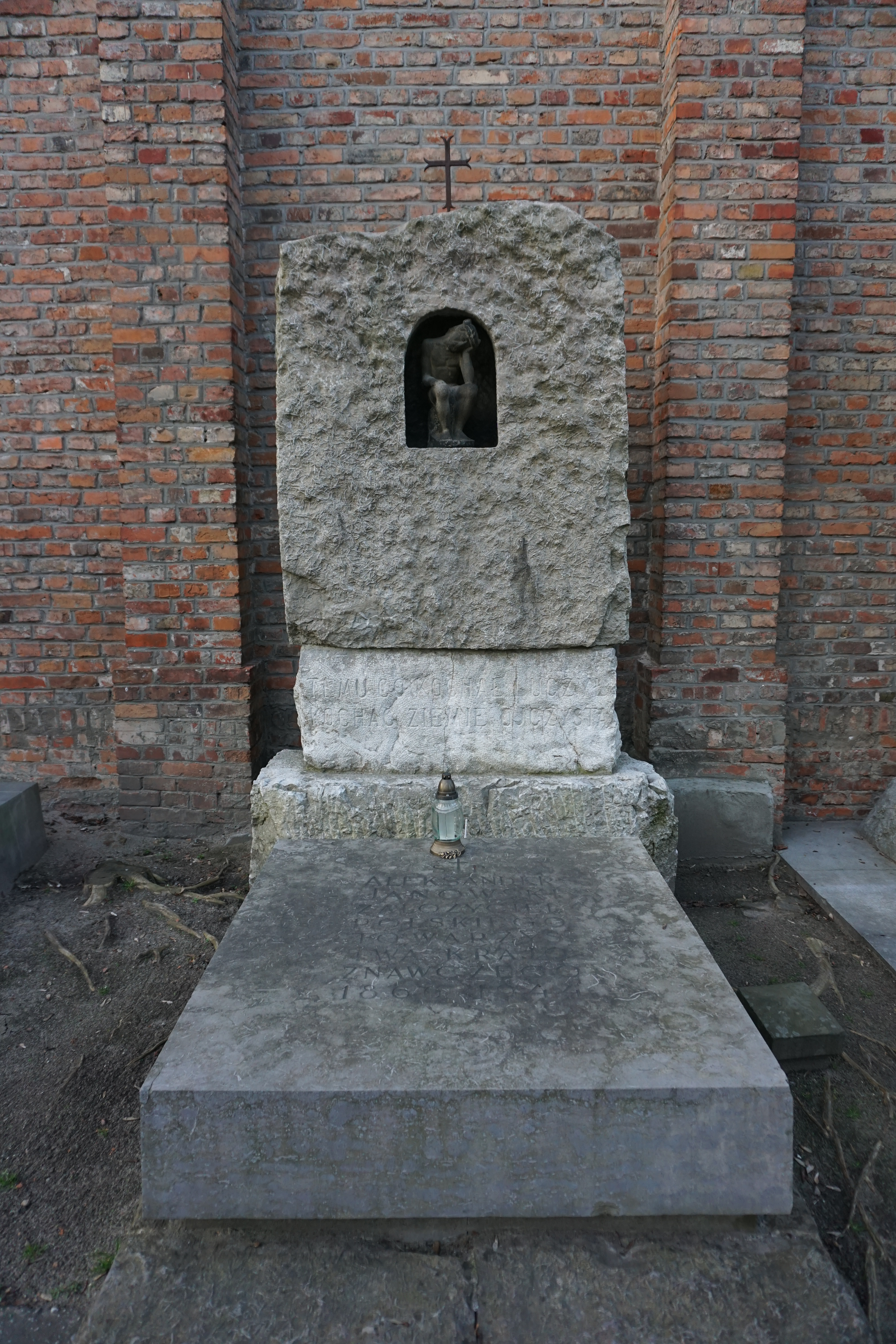
Grób Aleksandra Janowskiego na cmentarzu Powązkowskim

Aleksander Ludwik Janowski (ur. 20 października 1866 w Warszawie, zm. 9 października 1944 w Komorowie) – polski podróżnik, pionier krajoznawstwa, autor przewodnika Wycieczki po kraju (1900–1903), pedagog, współzałożyciel Polskiego Towarzystwa Krajoznawczego (1906), urzędnik ministerialny w II RP.

## Życiorys
Absolwent Szkoły Technicznej Kolejowej Towarzystwa Drogi Żelaznej Warszawsko-Wiedeńskiej przy ul. Chmielnej 88/90 w Warszawie.
Był jednym ze współzałożycieli Polskiego Towarzystwa Krajoznawczego i prezesem towarzystwa w latach 1922–1929. Zajmował się badaniami polskiej emigracji w Stanach Zjednoczonych, Ameryce Południowej i na Syberii. W latach 1900–1903 opublikował czterotomowy ilustrowany przewodnik po Królestwie Polskim zatytułowany Wycieczki po Kraju.
Po odzyskaniu przez Polskę niepodległości został urzędnikiem Ministerstwa Wyznań Religijnych i Oświecenia Publicznego na stanowisku kierownika referatu oświaty pozaszkolnej, a później naczelnika Wydziału Oświaty Pozaszkolnej.
Zmarł po upadku powstania warszawskiego w Komorowie, a 18 października 1947 roku po ekshumacji został pochowany na cmentarzu Powązkowskim w Warszawie (aleja zasłużonych-1-52,53).

## Ordery i odznaczenia
- Krzyż Komandorski Orderu Odrodzenia Polski (2 maja 1923)[5][6]
- Złoty Wawrzyn Akademicki (5 listopada 1938)[7]
- Srebrny Wawrzyn Akademicki (7 listopada 1936)[8]

## Upamiętnienie
W Kielcach, Łodzi, Sosnowcu i Warszawie znajdują się ulice nazwane jego imieniem.
W Kampinoskim Parku Narodowym jego imieniem nazwano żółty południkowy szlak z Leoncina do Leszna.

## Trzy tezy krajoznawstwa
Swoje przemyślenia o krajoznawstwie podsumował w trzech tezach:
- Z miłości do ziemi rodzinnej wypływa żądza jej uszczęśliwienia przez ofiarną służbę na każdym stanowisku społecznym i w każdej dziedzinie życia.
- Zbliżenie się do przyrody ojczystej budzi poczucie potęgi Ziemi Rodzinnej, zaś zbliżenie do ludu – miłość braterską i poczucie zbiorowości, mnożąc wielokrotnie siłę jednostki – w sumie zaś praca krajoznawcza daje otuchę i wiarę w siły państwa, budzi szlachetną dumę i podnosi godność narodową, kształtuje charaktery i dźwiga na wyższy poziom typ obywatela.
- Praca krajoznawcza jest czynnikiem państwotwórczym i jako taka winna w społeczeństwie zyskać gorących wyznawców, którzy będą współtwórcami zbiorowego szczęścia i budowniczymi potęgi Ojczyzny.

## Wybrane publikacje
- X ciekawszych wycieczek po kraju (1904)
- seria przewodników Wycieczki po kraju (1900–1908)
- Sielanka Kościuszki (1906)
- Gopło (1908)
- Podole (1908)

- Ziemia rodzinna (1913)
- Pierwiastek narodowy w nauczaniu geografji (1915)
- Pogadanki krajoznawcze: podręcznik do początkowej nauki krajoznawstwa (1916)
- Położenie geograficzne Warszawy (1916)
- Duch Warszawy: pogadanki krajoznawcze o Warszawie (1917)
- Kochaj Kościuszkę! (1917)
- Kto ty jesteś? (1918)
- Nasza ojczyzna (1919)
- Nasze bogactwa kopalne (1919)

- Warszawa (1920)
- Nad polskiem morzem (1921)

- Przykazania obywatelskie (1921)

- Własna ziemia (1921)
- Polacy w Ameryce (1922)

- Polska w krajobrazie i zabytkach (1930)
- Oświata Polaków za granicą państwa (1930)
- Nasz plac: opowiadanie dla dzieci (1931)

- Chrońmy przyrodę ojczystą (1935)